# Lonicera simulatrix
Lonicera simulatrix är en kaprifolväxtart som beskrevs av Antonina Ivanovna Pojarkova. Lonicera simulatrix ingår i släktet tryar, och familjen kaprifolväxter. Inga underarter finns listade i Catalogue of Life.